# Székely Szabó Zoltán
Székely Szabó Zoltán (írói neve: Székely Tamás; Rücs, Maros megye, 1949. augusztus 26. –) erdélyi magyar színész, újságíró, író, humorista.

## Életútja
A marosvásárhelyi Bolyai Farkas Líceumban érettségizett 1967-ben. A kolozsvári BBTE magyar–angol szakán (1973), majd a marosvásárhelyi Szentgyörgyi István Színművészeti Intézet színészképző szakán (1976) szerzett diplomát. 1973-ban Kézdikőváron tanár volt két hónapig, majd 1976–86 között a Sepsiszentgyörgyi Állami Magyar Színház színésze. 1987-ben Nyugat-Európába emigrált. Azóta Bécsben színházszervező, rendező, szerkesztő.

## Munkássága
Első írása a Thália c. erdélyi diáklapban jelent meg 1970-ben. Cikkeit, főként a sepsiszentgyörgyi színészéletről a Megyei Tükör, az Ifjúmunkás, az Új Élet, 1990 után a Hócipő közölte. Az 1990-es évektől a Bécsi Napló szerkesztőbizottsági tagja, 1993–2002 között a bécsi Europa Club évkönyveinek szerkesztője.

## Díjak, elismerések
Színházszervezői munkásságáért az Erdélyi Magyar Közművelődési Egyesület (EMKE) Bánffy Miklós-díjával tüntették ki (2008).

## Kötetei
- Dákok a nyitott égbolton – Olaj a Tűzhelyre (politikai szatírák, Budapest, 1991)
- Öntudat és faeke (politikai szatírák, Budapest, 1992)
- Volt egyszer egy társulat. Sepsiszentgyörgyi színészek a 80-as évek elején (beszélgetések, szatírák, paródiák, Bécs, 1993)
- Egy nemzedék – két felvonásban. Erdélyi színészek tegnap és ma (interjúk, Budapest, 1994)
- Az elvtárs nem vész el. Morfondírok, 1993–1995 (politikai szatírák, Sepsiszentgyörgy, 1996)
- Könnyű nekem (humoros zagyvaság, Bécs, 2003)
- Bécsi magyar színházasdim (Bécs, 2003)
- Tutuka avagy Az utolsó Szabó. 1/2 önéletrajz 60. születésnapomra; szerzői, s.l., 2009
- Egy nemzedék három felvonásban. Erdélyi magyar színészek tegnapelőtt, tegnap és ma; Kriterion, Kolozsvár, 2012
- Járd ki, lábam! 60 éves az Állami Székely Népi Együttes – Állami Ének- és Táncegyüttes – Maros Művészegyüttes; Juventus, Marosvásárhely, 2016
- Különjárat; Juventus, Marosvásárhely, 2017